# Galium muricatum
Galium muricatum är en måreväxtart som beskrevs av William Franklin Wight. Galium muricatum ingår i släktet måror, och familjen måreväxter. Inga underarter finns listade i Catalogue of Life.